# Магогин, Игорь Александрович
Игорь Александрович Магогин (16 сентября 1981, Свердловск) — российский хоккеист, нападающий; тренер.

## Карьера

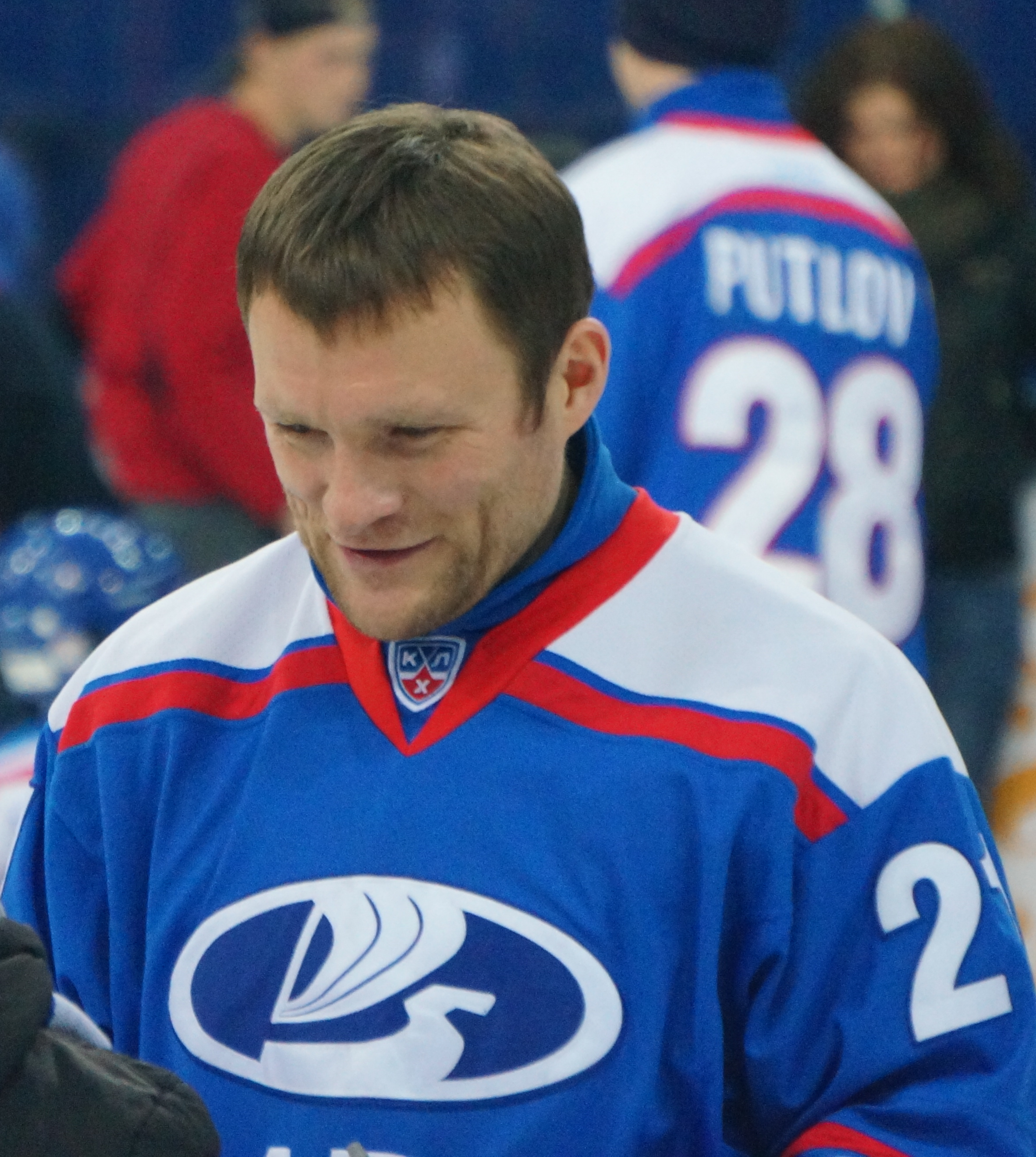
Катание с болельщиками

Воспитанник свердловского хоккея. Начал профессиональную карьеру в 2000 году в составе тюменского клуба Высшей лиги «Рубин». В составе клуба, который в 2001 году стал называться «Газовик», выступал на протяжении четырёх сезонов, набрав за это время 105 (49+56) очков в 185 проведённых матчах. Перед началом сезона 2004/05 Магогин подписал контракт с нижнетагильским «Спутником», где также стал одним из лидеров клуба, в 161 матче набрав 96 (36+60) очков.
В 2007 году заключил соглашение с екатеринбургским «Автомобилистом». Первые два сезона провёл в Высшей лиге, а перед дебютным сезоном Континентальной хоккейной лиги продлил контракт. Перед самым окончанием сезона 2010/11, когда стало окончательно понятно, что «Автомобилист» не попадает в плей-офф, Магогин вернулся в «Спутник», который выступал в ВХЛ, где и завершил сезон, набрав 7 (2+5) очков в 12 матчах.
23 июня 2011 года подписал контракт с ханты-мансийской «Югрой».

## Статистика
| Легенда | Легенда                    | Легенда | Легенда                   | Легенда | Легенда    |
| ------- | -------------------------- | ------- | ------------------------- | ------- | ---------- |
| И       | Количество проведённых игр | Штр     | Штрафное время            | +/−     | Плюс-минус |
| Г       | Голы                       | П       | Голевые передачи          | О       | Очки       |
| -       | Статистика неизвестна      | —       | Статистика не учитывалась |         |            |

### Клубная карьера
- a В этом сезоне в «Плей-офф» учитывается статистика игрока в Кубке Надежды.